# مثلية جنسية مكتسبة
المثلية الجنسية المكتسبة (بالإنجليزية: Acquired homosexuality) هي فكرة مفادها أن المثلية الجنسية يمكن أن تنتشر بين مغايري الجنس من خلال الإغواء الجنسي أو الاستقطاب من المثليين. أو من خلال التعرض لوسائل الإعلام التي تدعم المثلية الجنسية. وفقًا لهذا الاعتقاد، يمكن لأي طفل أو شاب أن يصبح مثليًا جنسيًا إذا تعرض لذلك؛ وبعكس ذلك فإن العلاج التحويلي يمكن أن يحول الشخص المثلي جنسياً إلى مغاير الجنس.

## الدليل العلمي
حتى الآن لم يصل العلم لفهم كامل حول أسباب اختلاف التوجهات الجنسية. إلا أن الأدلة العلمية التي تدعم الأسباب البيولوجية أقوى بكثير من تلك التي تدعم العوامل الاجتماعية، ولا توجد أدلة تُذكر تدعم نظرية اكتساب المثلية الجنسية من خلال الاتصال الجنسي مع بالغين مثليين. بالإضافة إلى أن هناك أدلة على أن الانجذاب المثلي يسبق السلوك الجنسي ببضع سنوات غالبًا. يذكر بيلي وآخرون أن "الاعتقاد بفرضية استقطاب المثليين للمغايرين غالبًا ما يكون بسبب المواقف السلبية اتجاه المثليين"، كما لا يقدم من يؤيدون هذا المعتقد أساسًا تجريبيًا يؤخذ به.

## التاريخ
في كتاب ألفته الكاتبة إيف كوسوفسكي سيدجويك بعنوان "نظرية معرفة الخزانة" سنة 1990، ميزت بين النظرة للمثليين كأقلية وبين جعله عامًا؛ فوفقًا للأقلية فإن المثلية الجنسية هي خاصية لأقلية مستقرة نسبيًا، ووفقًا للعمومية يمكن لأي شخص أن يمارس المثلية الجنسية. قديمًا كانت النظرة الأصلية عامة، حيثُ أن الأفكار حول المثلية الجنسيّة باعتبارها تفضيلًا جنسيًا ثابتًا تطورت في النصف الثاني من القرن 19، واقترحها كفكرة مستقلة الناشط المثلي كارل هاينريش أولريشس، والطبيب النفسي الفرنسي كلود فرانسوا ميشيا، والطبيب الألماني يوهان لودفيج كاسبر. ومع تطور الأبحاث في أوائل القرن 20، أظهر علم الجنس الألماني أن العديد من الأولاد المراهقين مارسوا سلوكيات مثلية (مثل القبلات والعناق والمداعبات والاستمناء المتبادل) لبضع سنوات؛ كما كان يُعتقد في نفس الفترة أن التطور الصحي والطبيعي يكون بالتخلي عن هذه العادات عندما يكبرون. ومع انتشار المثلية الجنسية بعد الحرب العالمية الأولى كان يُعتقد أن انتشارها بين المراهقين قد ازداد بسبب أن الرجال المثليين البالغين (سواءًا بشكل شخصي أو من خلال منشورات موجهة للمثليين) هم من تسببوا في هذا الانتشار. لاقت هذه النظرية رواجًا بين عامة الناس، وكذلك بين علماء النفس والأطباء النفسيين الذين حاولوا علاج الشباب.
وبالاستناد لنظريات كارل بونهوفر وإميل كريبيلن، اعتقد النازيون أن المثليين جنسياً يغوون الشباب ويصيبونهم بالمثلية الجنسية كعدوى، مما يؤدي إلى تغيير التوجه الجنسي بشكل دائم ومنع الشباب من أن يصبحوا آباء، لذا اعتبرت المثلية كالعدوى، لكن ليس بالمعنى الطبي. أو بالأحرى مرض يصيب الجسم الوطني (بالألمانية: Volkskörper) وهو بمثابة استعارة للمجتمع العنصري الذي كانت تطمح له الدولة (بالألمانية: Volksgemeinschaft). فإن حياة الأفراد يجب أن تكون تابعة لجهاز فولكسكوربر مثل الخلايا الموجودة في جسم الإنسان وفقًا للأيديولوجية النازية. حيث كان يُنظر إلى المثلية الجنسية على أنها فيروس أو سرطان في فولكسكوربر لأنها كانت تُعتبر تهديدًا للأمة الألمانية. حينها زعمت صحيفة داس شوارتز كوربس أن أربعين ألفًا من المثليين جنسياً كانوا قادرين على "تسميم" مليوني رجل إذا تُركوا ليتجولوا بحرية.

## آثار النظرية
كان لفكرة اكتساب المثلية الجنسية من خلال الاتصال الجنسي أثر واضح في تغذية اضطهاد المثليين جنسيًا في ألمانيا النازية وغيرها. وبسبب وجود عدة منظمات نازية حكرًا على الذكور فقط من الأولاد والشباب (مثل:شباب هتلر، كتيبة العاصفة، SS) كان النازيون يتخوفون من انتشار سريع للمثلية داخل هذه المنظمات بغياب حملات القمع القاسية. لذا حدثت أحداث مثل ليلة السكاكين الطويلة، والتي زعم النازيون أنها لسحق العصابات المثلية داخل كتيبة العاصفة. ,r] صرح أدولف هتلر بعد ذلك أنه:«يجب أن تكون كل أم قادرة على إرسال ابنها إلى كتيبة العاصفة، أو الحزب، أو شباب هتلر دون خوف من أن يتعرض للفساد الأخلاقي أو المعنوي هناك».
على العكس من هذه الأفكار، وجدت دراسة أجريت عام 2018 في الولايات المتحدة أن تعريض المشاركين لمعلومات علمية حول أسباب المثلية الجنسية لم يغير من موقفهم اتجاه حقوق المثليين.

### قوانين سن الرشد الجنسي
استخدمت فكرة التحول للمثلية من خلال الاتصال الجنسي من نفس الجنس لتبرير تحديد سن الرشد الجنسي للممارسات المثلية، بحيث تكون في سن أعلى من الممارسات الجنسية المغايرة. حدث ذلك في بلجيكا والمملكة المتحدة وألمانيا في عهدي (جمهورية فايمار وألمانيا الغربية).
في قضية س. ل. (اسم شخص) ضد النمسا أمام المحكمة الأوروبية لحقوق الإنسان عام 2003، قضت المحكمة بأن "العلم الحديث قد أثبت أن التوجه الجنسي يكون مُحددًا بالفعل في بداية البلوغ"، مما يُبطل حجة الاستقطاب. وبناءً على ذلك، رأت المحكمة أن اختلاف سن الرشد للعلاقات الجنسية بين الذكور المثليين والمغايريين يُعد تمييزًا وينتهك الحقوق الإنسانية لمقدم الطلب.

### تشديد الرقابة
اعتقد البعض بأن المثلية الجنسية يمكن اكتسابها من خلال القراءة عنها في وسائل الإعلام، مما حفز تشديد الرقابة على وسائل الإعلام الداعمة للمثليين في جمهورية فايمار، وكذلك في المملكة المتحدة من خلال المادة 28 التي تمنع الشباب من التعرف على المثلية. وفي المجر في القرن 21 (القانون المجري المناهض للمثليين) وفي روسيا (قانون الدعاية للمثليين الروسي).

### التمييز في التوظيف
اعتمدت هذه النظرية كأساس في تشجيع حظر العمل المباشر للمثليين المعروفين، مثل التعليم، بالإضافة إلى رفض قوانين مكافحة التمييز التي تشمل التوجه الجنسي. في عام 1977، ادعت الناشطة المناهضة للمثليين أنيتا براينت خلال حملة "أنقذوا أطفالنا": "أن المثليين لا يستطيعون التكاثر، لذا يحاولون استقطاب أشخاص جدد".

## الرأي العام والشعبي
ساد رأي عام واسع الانتشار بين الشعوب الألمانية في جمهورية فايمار بأن المثلية الجنسية ليست فطرية بل مكتسبة. كما وجد استطلاع للرأي العام في روسيا أُجري عام 2012 أن 61% من المستطلعين يعتقدون أن المثلية الجنسية مكتسبة، بينما يعتقد 25% أنها فطرية. كما يسود رأي عام في البلاد العربية أن الأشخاص مثليي الجنس الذكور، كانوا قد تعرضوا للتحرش الجنسي في طفولتهم.